# Alte Post (Lauenburg)
Die Alte Post, als Kaiserliches Postamt erbaut zwischen 1885 und 1890, ist ein historisches und denkmalgeschütztes Gebäude in der Elbstraße 108 in der Altstadt von Lauenburg/Elbe, einer Kleinstadt im Kreis Herzogtum Lauenburg in Schleswig-Holstein.

## Geschichte
In Lauenburg ist eine Post-Spedition seit 1740 belegt. Die Westphälische Post-Spedition wurde 1810 eingerichtet und 1815 von der dänischen Postverwaltung übernommen. Im Jahr 1838 wurde die Postexpedition zum Postkontor erhoben.
Mit der dänischen Wieder-Zugehörigkeit 1850 gelangten die Herzogtümer Schleswig, Holstein und Lauenburg erneut an das Königreich Dänemark. Damit blieb die Verwaltung des Postwesens bis 1864 in die dänische Verwaltung eingebunden. 1852 sind Lauenburg und Lübeck dem Deutsch-Österreichischen Postverein beigetreten.
In Folge des Deutsch-Dänischen Krieges wurde 1866 auch die Postverwaltung im Herzogtum Lauenburg von Preußen übernommen.  1868 kam die Post unter die Verwaltung  des Norddeutschen Bundes. Aus dieser Zeit ist der Postmeister Johannes Friese überliefert. Er arbeitete von 1866 bis 1868 im Postamt Lauenburg, wurde mehrfach befördert und wiederholt versetzt. Zurückgekehrt, leitete er von 1883 bis 1902 das Postamt und verkörperte damit einen Teil der preußischen Postgeschichte.

## Gebäude
Zwischen 1885 und 1890 wurde in der Altstadt in der Elbstraße ein neues Postgebäude errichtet. Es ist ein freistehender zweigeschossiger Putzbau mit Attika. Die Fassade enthält umlaufend und an den Türen und Fenstern stilistische Putzornamente.
Ohne größere Kriegsschäden konnte die Post jahrzehntelang das Postamt Lauenburg/Elbe 1 mit der PLZ 2059 bis zur Privatisierung 1995 in diesem Gebäudekomplex betreiben. Das ehemalige Postgebäude ist heute nach umfangreichem Umbau und Renovierungen ein Wohn- und Geschäftshaus.

Bilder vom ehemaligen Postamt
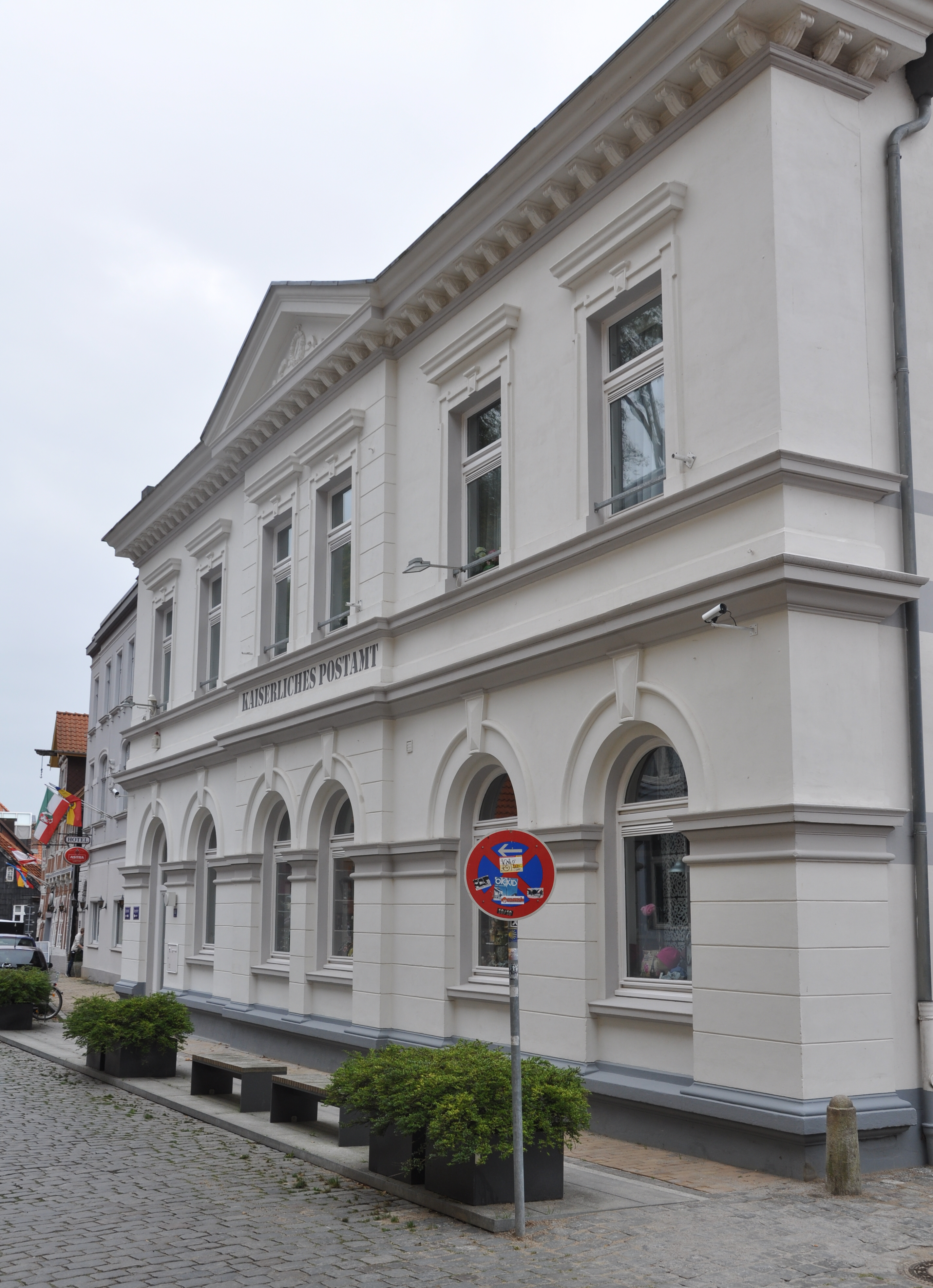
Ehemaliges Postamt, 2014
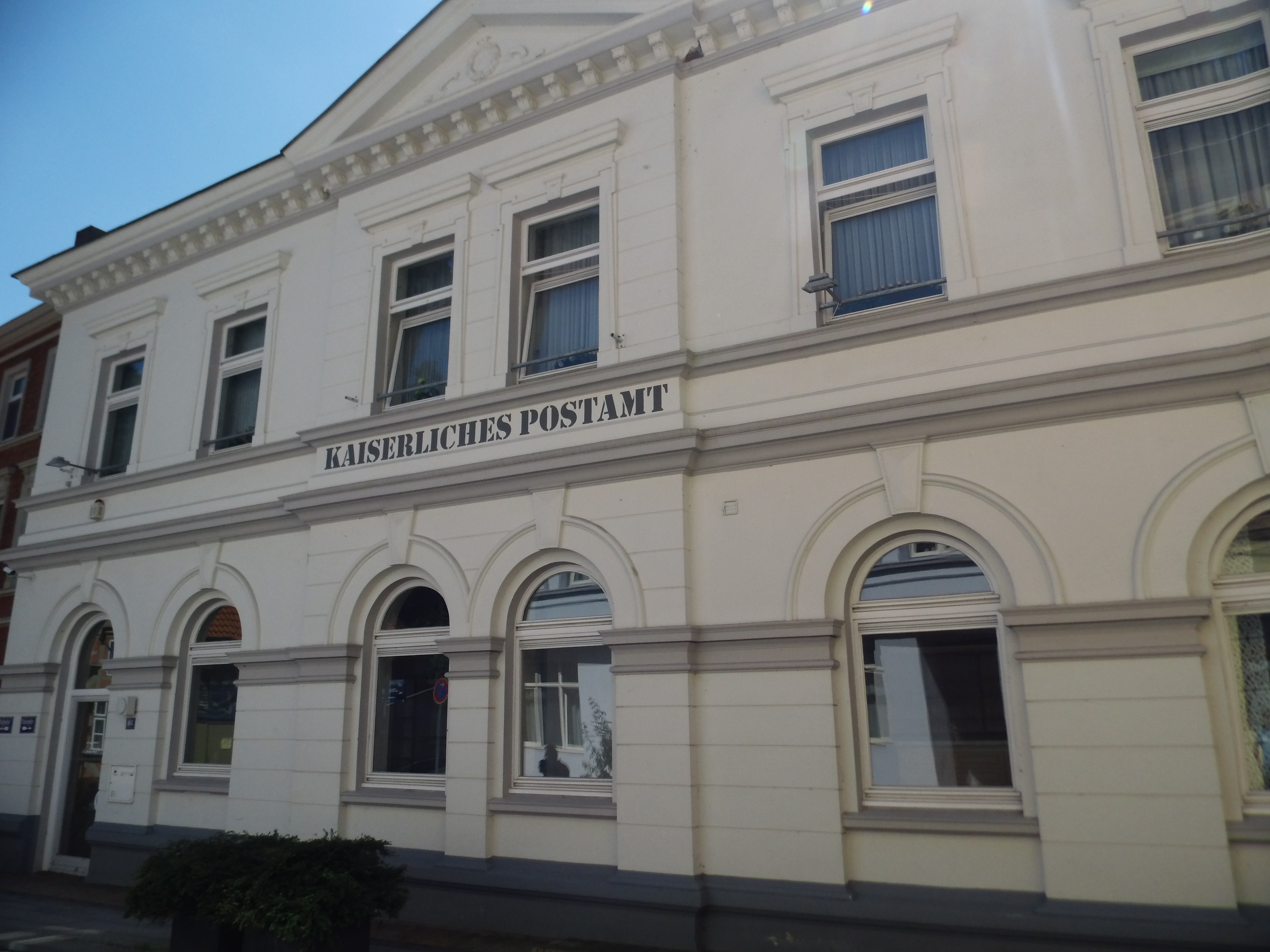
Ehemaliges Kaiserliches Postamt, 2017
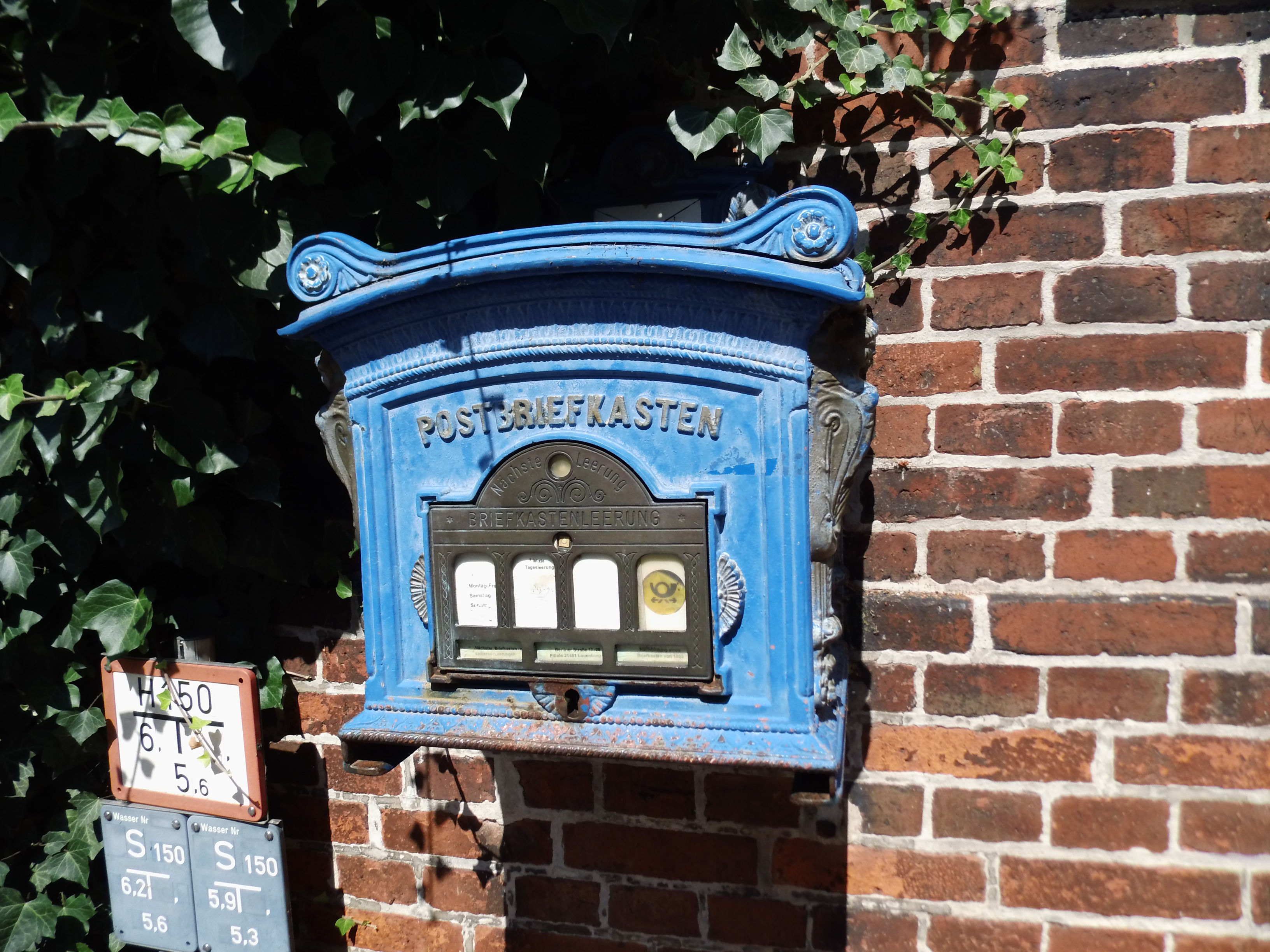
Postbriefkasten um 1890 -Nachbildung- in der Elbstraße, 2017